# Compañía Anónima Venezolana de Industrias Militares
 (novembre 2023).
Si vous disposez d'ouvrages ou d'articles de référence ou si vous connaissez des sites web de qualité traitant du thème abordé ici, merci de compléter l'article en donnant les références utiles à sa vérifiabilité et en les liant à la section « Notes et références ».
La Compañía Anónima Venezolana de Industrias Militares (CAVIM) est le principal fabricant d'armes à feu vénézuélien. Il a assemblé des FN FAL (100 000) dans les années 1970 avant d'obtenir de la FN Herstal une licence de production de munitions et du Browning GP. L'achat de 1 000 000 AK-103 et 104 par le gouvernement d'Hugo Chávez auprès de la Rosoboronexport russe s'accompagna pour la CAVIM d'un transfert technologique lui permettant de produire localement ces fusils d'assaut et les munitions nécessaires  aux Forces armées vénézuéliennes.